# Eugene Donnelly
Eugene Donnelly, né le 13 janvier 1967 à County Londonderry (Irlande du Nord), est un pilote automobile de rallyes.

## Biographie
Il commence sa carrière régulièrement en fait depuis 2002. Celle-ci se poursuit toujours à l'heure actuelle.
Il est le pilote ayant obtenu le plus de titres de champion d'Irlande (compétition créée en 1978) avec l'irlandais Austin McHale (5 chacun).
Il a été confronté à Sébastien Loeb à trois reprises en terre irlandaise en 2007: au Rallye Cork 20, puis au rallye d'Ulster, et enfin au Rallye d'Irlande.

## Palmarès (au 30/11/2013)

### Titres
- Quintuple Champion d'Irlande des rallyes: 2004, 2005 et 2006 (copilote Paul Kiely, sur Toyota Corolla WRC), 2007 (copilote Paul Kiely, sur Subaru Impreza S12 WRC 2006), et 2009 (copilote Paddy Toner, sur Škoda Fabia WRC);
- Champion d'Irlande des rallyes National: 2003;

## 13 victoires en championnat d'Irlande
- Rallye Galway : 2002 (rallye de l'Ouest), 2005, 2006 et 2009 ;
- Rallye des Lacs : 2003 ;
- Rallye Cork 20 : 2004 ;
- Rallye Donegal : 2004, 2005 et 2008 ;
- Circuit d'Irlande : 2006 et 2009;
- Rallye Jim Clark Mémorial : 2009 ;
- Rallye d'Ulstair : 2009 ;

## Victoires en championnat britannique (BRC)
- Rallye d'Ulstair: 2005, 2006 et 2009;
- Rallye de l'île de Man: 2006 et 2007;
- Rallye Jim Clark Mémorial: 2007 et 2009;

## 6 victoires en championnat d'Irlande National ("D2")
- Rallye Mayo Stages: 2003;
- Rallye Cavan Stages: 2003;
- Rallye Munster Stages (Circuit Limerick): 2003;
- Rallye Raven's Rock: 2003;
- Rallye Stonethrowers Stages: 2003;
- Rallye "Galway Summer Stages": 2003;

## Autres victoires
- Rallye d'Irlande: 2006;
- Rallye "Donegal Harvest Stages": 2005 et 2006.